# Димитрій (Муретов)
Архієпископ Димитрій (справжнє ім'я Климент Іванович Муретов, рос. Климент Иванович Муретов; 11 (24) грудня 1811, с. Лучинськ, Пронського уїзду Рязанської губернії — 14 (27) листопада 1883, Одеса) — єпископ Російської православної церкви; з 1882 архієпископ Херсонський і Одеський.

## Життєпис
Народився 1811 року в сім'ї диякона в селі Лучинський Пронского повіту Рязанської губернії. До дев'яти років навчався вдома.
1820 року вступив до Сапожковського духовного училища, записаний за прізвищем дядька — Муретов. Після закінчення навчався в Рязанській духовної семінарії. 1831 року вступив до Київської духовної академії.
Під час навчання 1 вересня 1834 року, прийняв чернечий постриг з ім'ям Димитрій. 27 жовтня того ж року був висвячений у сан ієродиякона, а 24 липня 1835 року — у сан ієромонаха.

## Церковне академічне служіння
7 жовтня 1835 після захисту дисертації на тему «О путях Промысла Божия в обращении грешников и о путях покаяния для обращаемых» отримав ступінь магістра богослов'я і був призначений бакалавром в Київську духовну академію на кафедру Священного письма і герменевтики. Крім того, 27 жовтня 1835 року призначений помічником бібліотекаря академії. 7 лютого 1836 переведений на клас богословських наук академії. З серпня по 5 жовтня 1836 року був інспектором академії.
2 листопада 1836 року зачислений до соборних ієромонахів Києво-Печерської лаври.
6 вересня 1837 року комісією духовних училищ затверджений у званні професора богословських наук. 8 січня 1838 року призначений виконувачем обов'язків інспектора академії. З 14 лютого 1838 — інспектор академії (зі звільненням з посади бібліотекаря академії і з висловленням подяки за старанну роботу на цій посаді від імені академічної ради).
25 березня 1838 ієромонах Димитрій був зведений в сан архімандрита і призначений настоятелем Києво-Видубицького монастиря із залишенням за ним колишніх посад.
19 жовтня 1839 року одержав благословення Святійшого синоду за благоуспішне викладання покладеного на нього предмету навчання.
28 травня 1840 нагороджений наперсним хрестом, подарованим Миколою I.

### Ректор Київської духовної академії
У липні — серпні 1840 року — ректор Київської духовної академії. 24 квітня 1841 році призначений ректором Київської духовної академії, в той же час призначений настоятелем Києво-Братського монастиря. З моменту призначення ректором Київської духовної академії був присутній в Київській духовній консисторії.
27 жовтня 1841 року одержав благословення Святійшого синоду за старанну діяльність і працьовитість у виконанні покладених обов'язків і особливе сприяння в процвітанні Київської духовної академії.
23 травня 1842 нагороджений орденом Святої Анни 2-го ступеню.
13 березня 1844 року одержав благословення Святійшого синоду, видане за результатами перевірки Київської духовної академії ревізором від Святійшого синоду. Ревізор від Синоду зазначив такі здібності архімандрита Димитрія, який на той момент був ректором академії: відмінно-ґрунтовні богословські пізнання і особливе мистецтво викладання богослов'я.
З 6 березня 1845 року був членом Комітету із матеріального забезпечення православного сільського духовенства.
16 квітня 1845 нагороджений орденом Святого Володимира 3-го ступеню.

## Церковний адміністратор
23 грудня 1850 року видано указ Миколи I на адресу Святійшого синоду, згідно з яким архімандриту Дмитру велено було бути єпископом Тульської єпархії. 4 березня 1851 архімандрит Димитрій був хіротонізований на єпископа Тульського в Казанському соборі Санкт-Петербурга.
З 5 жовтня 1851 року керував Калузької єпархією.
13 квітня 1853 нагороджений орденом Святої Анни 1-го ступеню за ревне служіння і турботу про словесному стаді.
7 квітня 1857 нагороджений знаками ордена Святої Анни 1-го ступеню, прикрашеними імператорськими коронами, за відмінно-старанне пастирське служіння.
11 червня 1857 переведений на Херсонську архієрейську кафедру (указом Олександра II на адресу Святійшого синоду).
З 1859 по 11 травня 1862 року перебував в Санкт-Петербурзі, куди був викликаний для участі в засіданнях Святійшого синоду. Як кращий організатор духовних навчальних закладів єпископ Димитрій головував в наступних комітетах, заснованих при Святому Синоді: 1) щодо скорочення листування по духовному відомству (з серпня 1859 по грудень 1861 року); 2) по перетворенню духовних семінарій і училищ (з березня 1860 по грудень 1861 року); 3) щодо поліпшення змісту сільського духовенства (з квітня 1860 по червень 1861 року). Його робота в комітетах була дуже плідною.
3 квітня 1860 возведений у сан архієпископа, за відмінно-ревне служіння і ревні пастирські труди.
11 липня 1870 нагороджений великим хрестом ордена Спасителя 1-го ступеня, подарованим йому королем Греції Георгом I. 28 березня 1871 нагороджений алмазними знаками ордена Святого Олександра Невського за доблесне служіння (за указом Олександра II).
З 2 жовтня 1874 року — архієпископ Ярославський.
13 квітня 1875 нагороджений діамантовим хрестом для носіння на клобуку, подарованим Олександром II.
З 26 квітня 1876 року — архієпископ Волинський.
З 20 лютого 1882 року повернуто на Херсонську та Одеську архієрейську кафедру (призначений архієпископом Херсонським і Одеським).
15 травня 1883 нагороджений орденом Святого Володимира 1-го ступеню за довгострокове, постійно ревне служіння церкви, велелюбне батьківське піклуваня про духовне благо пастви, котрі йому були довірені, невтомні труди в проповідуванні слова Божого.
25 червня 1883 нагороджений орденом Святого Олександра 1-го ступеню.
Помер в Одесі 14 листопада 1883 року. Був похований 18 листопада біля лівого переднього бокового вівтаря Одеського кафедрального собору, навпроти могили князя Михайла Воронцова.

## Твори
- О путях промысла Божия в обращении грешников и о путях покаяния для обращенных. (Собр. соч. студентов К. Д. А. Киев, 1839).
- Слова, говоренные в разные времена Димитрием, епископом Тульским и Белевским. М., 1854.
- Первое собрание слов, бесед и речей преосвященного. Одесса, 1859.
- Собрание слов, бесед и речей. СПб, 1885.
- Полное собрание творений Димитрия (в шести томах), 1899.
- Цветы из сада, изд. Афон. рус. Пантелеим. м-ря. М., 1889, с. 103.
- Акафист святым священномученикам Василию, Ефрему, Евгению, Елпидию, Агафодору, Еферию и Капитону, в Херсоне епископствовавшим. М., 1900.
- Повседневные искушения в жизни каждого человека. Одесса, 1913.
- Слово об уважении к местам христианского погребения. Приб. к Ц. В., 1890, № 47, с. 1577.
- Отдельные слова и речи Димитрия напечатаны в Православном обозрении за 1875—1884 гг.